# Oulad Daoud
Oulad Daoud  (in arabo أولاد داود‎?) è un centro abitato e comune rurale del Marocco situato nella provincia di Taounate, regione di Fès-Meknès. Conta una popolazione di 11 978 abitanti (censimento 2014).